# Martin Keamy
Martin Christopher Keamy egy fiktív szereplő a Lost c. amerikai televíziós sorozatban. Szerepét Kevin Durand alakítja.
|  | Alább a cselekmény részletei következnek! |

## Életrajz

### A szigetre kerülés előtt
Keamy Las Vegasból, Nevada államból származik. 1996 és 2001 között kitüntetést érdemlő szolgálatot teljesített a tengerészgyalogságnál. Utána zsoldos akciókban vett részt, főleg Ugandában.
A férfit Charles Widmore bérelte fel Benjamin Linus felkutatására és Angliába hozatalára.

### A szigeten és aKahanán
A férfi a Kahana fedélzetén jutott el a sziget közelébe. Útközben társaival agyaggalambokra kezdett el lövöldözni. Mikor a Kevin Johnson álnéven utazó Michael megkérdezte tőle, mit csinálnak, Keamy csak annyit válaszolt: „Nincs valami felmosnivalód?” Ez késztette Michaelt a „bomba” felrobbantásának megkísérlésére. 
Miután Desmond és Sayid a Frank Lapidus által vezetett helikopteren eljutott a Kahanára, Keamy felelősségre vonta a pilótát, hogy miért hozta őket ide. A skót férfi „rosszullétének” kezdetekor Keamy és társa, Omar a hajó gyengélkedőjére vitte őt, és otthagyta Minkowskival. A doktor riasztására visszasiettek a terembe, elvették az irakitól a műholdas telefont, és bezárták őket.
Két nappal később hajnalban Keamy figyelmeztette Franket, hogy ne késsen el. Mint később kiderült, ezután szállította a szigetre a zsoldosokat. Ott megölték Karlt és Rousseau-t, és túszul ejtették Alexet, akit Ben házához vittek. Mivel Ben nem adta meg magát, a férfi lelőtte Alexet. Ben erre a Barakkokhoz hívta a füstöt, amely rátámadt a zsoldosokra. Vezetőjük visszavonulásra szólította fel őket.
Egy személy kivételével Keamyék sértetlenül túlélték a füsttel való találkozást. Miközben a helikopterhez tartottak, Frank észrevette Milest, Sawyert, Claire-t és Aaront, és szólt nekik, hogy bújjanak el, mert ha nem teszik, Keamy mindenkit megöl. Ezután a pilóta hathatós közreműködése miatt a zsoldos valóban nem fedezte fel rejtekhelyüket és továbbhaladt.
Frank visszaszállította a csapatot a Kahanára. Keamy megfenyegette egy fegyverrel a kapitányt, Gaultot, mert azt hitte, Ben tőle tud róla mindent. Válaszul Gault elárulta, hogy Ben kéme a hajón Michael. Keamy le akarta lőni Michaelt, fegyvere azonban csütörtököt mondott. A kapitány tanácsára felhagyott a további kísérletezéssel, mert Michael volt az egyetlen, aki megjavíthatta a hajót, hiszen ő rontotta el. Valamivel később Keamy erőszakkal elvette a Gault nyakában lógó kulcsot, és a sajátja segítségével kinyitott egy széfet, melyben a „másodlagos protokoll” volt leírva; ugyanis Charles Widmore tudta, hogy Ben az Orchidea állomásra fog menni. A zsoldos ezután megkérte a kapitányt, hogy javítsa meg a fegyverét.
Keamy megkezdte az előkészületeket a szigetre való visszatérésre, és Omarral közösen ráerősítettek valamit a karjára. Frank meg akarta tagadni a szállítást, mert úgy gondolta, a zsoldosok mindenkit megölnek a szigeten. Keamy, hogy meggyőzze, a hajóorvost megölte, és testét a vízbe dobta. Gault ekkor megjelent és kétszer a levegőbe lőtt, ezzel kényszeríteni akarta Keamyt, hogy maradjon a hajón. Mikor észrevette Keamy karján az eszközt, és megkérdezte, mi az, a zsoldos elterelve a figyelmét lelőtte. Frank ezután visszaszállította őket a szigetre. 
A szigeten Keamy odabilincselte Franket a helikopterhez, és elindult az Orchideához. Mikor Ben megjelent, Keamy fegyverével leütötte. Ezután Bennel együtt visszatértek a géphez. Ekkor Kate rohant ki a dzsungelből, és azt állította, a Többiek üldözik.
A kialakuló tűzharcban a zsoldosok meghaltak, kivéve Keamyt, aki Kate-ék nyomába eredt. Sayid összeverekedett vele, ám mikor már úgy tűnt, Keamy megöli Sayidot, Richard Alpert a hátába lőtt. Később Keamy megjelent az Orchideán, és elárulta, hogy golyóálló mellényt viselt. Ugyanakkor közölte, hogy a rajta lévő pulzusmérő egyfajta „halott ember ravasza”, és összeköttetésben áll a hajón lévő C-4-essel. Tehát ha meghal, a hajó is felrobban. Locke elterelte a zsoldos figyelmét, amíg Ben meg nem támadta és halálosan megsebesítette. Keamy utolsó szavai szerint Charles Widmore sosem adja fel Ben keresését. Keamy halála miatt a C-4-es felrobbant, ezzel a Kahana is megsemmisült.
|  | Itt a vége a cselekmény részletezésének! |